# Hertwig-Magendie-Syndrom
Als Hertwig-Magendie-Syndrom, Hertwig-Magendiesche Schielstellung oder Skew Deviation (engl. skew „schief“, deviation „Abweichung“) wird eine vertikale Schielstellung der Augen bezeichnet, bei der das eine Auge tiefer, das andere höher steht. Es ist nach dem deutschen Veterinärmediziner Carl Heinrich Hertwig und dem französischen Physiologen François Magendie benannt.
Meist liegt zudem eine beidseitige, gleichsinnige Verrollung (Zykloversion) vor, wobei das tiefer stehende Auge nach außen und das höher stehende nach innen rotiert ist. Auch alternierende Formen können vorkommen, bei denen einmal das rechte, ein andermal das linke Auge über dem jeweils anderen positioniert ist. Die Abweichung der beiden Augen in der Vertikalebene kann in allen Blickrichtungen gleich (konkomitant), aber auch ungleich (inkomitant) sein. Insofern handelt es sich nicht um ein Lähmungsschielen. Es treten Doppelbilder auf, die vertikal versetzt und – je nach Ausmaß der Verrollung (Zyklodeviation) der Augen – auch verkippt sein können. Darüber hinaus kommt es zu einer Verkippung der subjektiven Vertikalen des Patienten sowie zu einer Kopfneigung. Der gesamte Symptomkomplex wird auch als Ocular Tilt Reaction bezeichnet.
Ursache ist eine pränukleäre (oberhalb der Augenmuskelnervenkerne gelegene) Läsion im Hirnstamm zwischen Mittel- und Kleinhirn, im Bereich des peripheren Vestibularisapparates oder der Brücke. Die möglichen unterschiedlichen Lokalisationen verursachen vermutlich eine Unterbrechung der Bahnen vom Otolithenapparat zum Kerngebiet des Nervus oculomotorius und des Nervus trochlearis und führen deshalb zu einem Vertikalschielen. Die Kombination mit zusätzlichen Störungen der Augenbewegungen oder anderen neurologischen Funktionen ist typisch.

## Differentialdiagnose
Das Hertwig-Magendie-Syndrom ist sowohl von den konkomitierenden Vertikalstörungen des Strabismus sursoadductorius und Strabismus deorsoadductorius, als auch vom Krankheitsbild des dissoziierten Höhenschielen zu unterscheiden.